# 딸기속
딸기속(Fragaria)은 장미과에 속하는 속씨식물의 속이다.